# 哈森 (阿肯色州)
哈森（英語：Hazen）是一個位於美國阿肯色州普雷里縣的城市。

## 地理
哈森的座標為34°46′55″N 91°34′40″W / 34.78194°N 91.57778°W，而該地的平均海拔高度為70米（即230英尺）。

## 人口
根據2020年美國人口普查的數據，哈森的面積為9.11平方千米，皆為陸地。當地共有人口1481人，而人口密度為每平方千米162人。